# STF Records
STF Records ist ein deutsches Musiklabel mit Hauptsitz in Kamen (Ruhrgebiet), dessen Geschäftsführung in den Händen Gary Nagys liegt. Es wurde im April 1998 gegründet und war ursprünglich im Bochumer Stadtteil Wattenscheid ansässig. Im Rahmen einer Verlosung von CDs und T-Shirts, die von STF Records zur Verfügung gestellt wurden, bezeichnete das unabhängige Online-Musikmagazin Neckbreaker.de als „kleineres, dafür aber umso feineres Indielabel, das vermutlich gerade deshalb ein gutes Gespür für vielversprechende Bands und Newcomer entwickelt“ habe.
Zur Firmengruppe STF Records, die um die namensgebende Plattenfirma aufgebaut wurde, gehören u. a. das Sublabel Native Records, der Satura Musikverlag, das Gerna-Tonstudio und die Dienstleistungsabteilung M-System.

## Bekannte Künstler (Auswahl)
- Aegror
- Braindeadz
- Deathtiny
- CROW
- Grailknights
- Hydra
- Insania
- Lucid Dreaming
- Reflection
- Tears of Martyr

## Veröffentlichungen (Auswahl)

### Alben
- STF001CD: Insania · Set Them Free (1998)
- STF017CD: Achtlos · Nicht Viel (2002)
- STF018CD: Spirit Corpse · First Truth / Last Breath (2003)
- STF023CD: Medusa's Child · Immortal...Mind Cohesion (2004)
- STF034CD: Braindeadz · Hang'em Highschool (2005)
- GR02CD: Grailknights · Return to Castle Grailskull (2006)
- STF087CD: Terrorgod · Coming Home (2009)
- STF099CD: Tears of Martyr · Entrance (2010)
- QIHC-10044: Ankor · My Own Angel (2011)
- STF142CD: Sir Donkey´s Revenge · Retrosexual (2016)
- STF156CD: Aegror · Dead Man's Diary (2017)
- STF160: Dreamshift · Seconds (2017)

### Maxis / Singles
- STF007MCD: Insania · Voyager (1999)
- STF013MCD: Tamo · 7 Lonely Days (2002)